# Hohol islandský

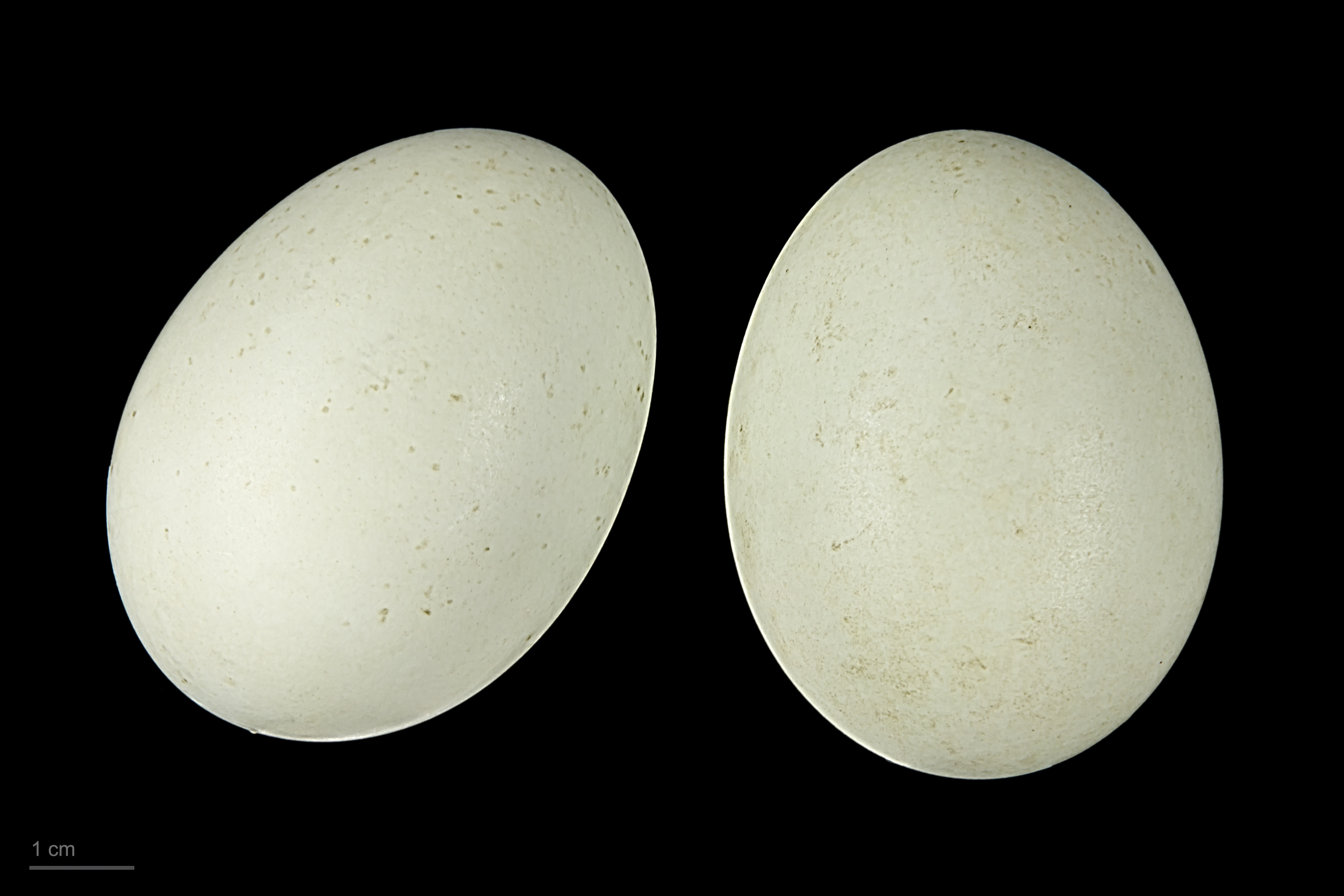
Bucephala islandica

Hohol islandský (Bucephala islandica) je severská kachna.
Hnízdí na Islandu v dutinách lávových polí, čímž se liší od ostatních druhů hoholů, kteří hnízdní ve stromových dutinách.